# Кормье, Роберт
Роберт Эдмунд Кормье (Кормир, англ. Robert Cormier; 17 января 1925[…], Леминстер, Массачусетс — 2 ноября 2000[…], Бостон) — американский писатель, журналист и репортёр, известный пессимистическими и мрачными литературными произведениями. 

## Биография
Роберт Кормье родился в 1925 году в штает Массачусетс, во франко-канадской части города под названием Френч-Хилл. Он был вторым из восьми детей. Они жили квартирантами и его семья часто переезжала, чтобы позволить себе жильё подешевле, но никогда не покидала родной город. Роберт начал писать ещё с первого класса, преподаватели хвалили его стихи и прозаические произведения. Повзрослев, он стал писать сценарии для рекламы на радио. Позднее он стал репортёром, его многолетняя журналистская деятельность была отмечена многими наградами в этой сфере.
В числе наиболее популярных книг написанных Кормье — «Я — болван» (I Am the Cheese), «После первой смерти» (After the First Death), «Мы все падаем» (We All Fall Down) и «Шоколадная война» (The Chocolate War), каждая из которых получала литературные премии. «Шоколадная война» была запрещена в нескольких библиотеках. В своем творчестве Кормье касается таких тем, как насилие, психические заболевания, жестокость, месть, предательство и заговоры. В большинстве его романов побеждают не протагонисты.
Кормье умер 2 ноября 2000 года от осложнений вызванного тромбом.

## Экранизации
- Полёт шмеля
- Шоколадная война
- Нежность